# Liste der Straßennamen in Lissabon/Ajuda
Die Liste der Straßennamen in Lissabon/Ajuda listet Namen von Straßen und Plätzen der Freguesia Ajuda der portugiesischen Hauptstadt Lissabon auf und führt dabei auch die Bedeutungen und Umstände der Namensgebung an. Aktuell gültige Straßenbezeichnungen sind in Fettschrift angegeben, nach Umbenennung oder Überbauung nicht mehr gültige Bezeichnungen in Kursivschrift.

## Straßen in alphabetischer Reihenfolge
- Alameda dos Pinheiros
- Avenida da Universidade Técnica
2004 benannt nach der Technischen Universität Lissabon
- Avenida dos Bombeiros
- Avenida Helen Keller
1987 benannt nach der amerikanischen Schriftstellerin Helen Keller (1880–1968)
- Beco da Ferrugenta
- Beco de João Alves
- Beco do Viçoso
- Beco do Xadrez
- Calçada da Ajuda
- Calçada da Boa-Hora
- Calçada da Memória
- Calçada do Galvão
- Calçada do Mirante à Ajuda
- Calçada Ernesto Silva
- Escadinhas do Mirador
- Estrada da Cruz
- Estrada de Caselas
- Estrada de Pedro Teixeira
- Estrada de Queluz
- Estrada do Caramão
- Estrada dos Marcos
- Largo da Ajuda
- Largo da Boa-Hora à Ajuda
- Largo da Memória
- Largo da Paz
- Largo da Torre
- Largo do Cantinho
- Largo do Casal do Gil
- Largo do Rio Seco
- Largo dos Marcos
- Largo Ocidental
- Parada General Afonso Botelho
1989 benannt nach dem General Afonso Botelho (1887–1968)
- Pátio do Seabra
- Praça do Caramão
- Praça Tenente Evangelista Rodrigues
- Praceta do Chinquilho
- Rua Alexandre de Sá Pinto
- Rua Alexandre O’Neill
- Rua Alexandre Vieira
- Rua Alfredo da Silva
- Rua Aliança Operária
- Rua Almerindo Lessa
- Rua Ângelo Frondoni
- Rua António Janeiro
- Rua Armando de Lucena
- Rua Augusto Gomes Ferreira
- Rua Brotero
- Rua Cabo Floriano de Morais
- Rua Cabo Manuel Leitão
- Rua Carlos Ferrão
- Rua Catorze (Bairro do Alto da Ajuda)
- Rua Centro dos Trabalhadores do Alto da Ajuda
- Rua César Nogueira
- Rua Cinco (Bairro do Alto da Ajuda)
- Rua Ciríaco de Cardoso
- Rua Clube Atlético e Recreativo do Caramão
- Rua Comandante Assis Camilo
- Rua Comandante Freitas da Silva
- Rua Comandante Nunes da Silva
- Rua Coronel Pereira da Silva
- Rua Cristóvão Rodrigues Acenheiro
- Rua da Bica do Marquês
- Rua da Guarda Nacional Republicana
- Rua da Paz
- Rua da Preta Constança
- Rua da Quinta do Almargem
- Rua da Torre
- Rua das Açucenas
- Rua das Amoreiras à Ajuda
- Rua das Chaminés d'El-Rei
- Rua das Mercês
- Rua de Diogo Cão
- Rua de Dom Vasco
- Rua de Nossa Senhora da Ajuda
- Rua Dez (Bairro do Alto da Ajuda)
- Rua Dezanove (Bairro do Alto da Ajuda)
- Rua Dezasseis (Bairro do Alto da Ajuda)
- Rua Dezassete (Bairro do Alto da Ajuda)
- Rua Dezoito (Bairro do Alto da Ajuda)
- Rua do Casalinho da Ajuda
- Rua do Cruzeiro
- Rua do Giestal
- Rua do Guarda-Jóias
- Rua do Jardim Botânico
- Rua do Laranjal
- Rua do Machado
- Rua do Meio à Ajuda
- Rua do Mirador
- Rua do Rio Seco
- Rua do Sítio ao Casalinho da Ajuda
- Rua Dois (Bairro do Alto da Ajuda)
- Rua Dom João de Castro
- Rua dos Archeiros
- Rua dos Cravos de Abril
- Rua dos Marcos
- Rua dos Quartéis
- Rua dos Vaga Lumes
- Rua Doutor Rodrigo de Sousa
- Rua Doze (Bairro do Alto da Ajuda)
- Rua Dr. António Ribeiro dos Santos
- Rua Eduardo Bairrada
- Rua Engº António Maria Avelar
- Rua Fonseca Benevides
- Rua Francisco Sousa Tavares
- Rua General João de Almeida
- Rua General José Paulo Fernandes
- Rua General Massano de Amorim
- Rua Giovanni Antinori
- Rua Guarda José de Oliveira
- Rua Hermínia Silva
- Rua Hermínio Flora Bento
- Rua Horta e Silva
- Rua Ildefonso Borges
- Rua Irene Isidro
- Rua João de Castilho
- Rua João dos Santos
- Rua João Linhares Barbosa
- Rua Joaquim Fiadeiro
- Rua Jorge Brum do Canto
- Rua José Calheiros
- Rua José Luís Garcia Rodrigues
- Rua José Magro
- Rua José Maria Preto
- Rua José Osório de Oliveira
- Rua José Pinto Bastos
- Rua Maria Teresa de Noronha
- Rua Nova do Calhariz
- Rua Oito (Bairro do Alto da Ajuda)
- Rua Oito (Bairro do Caramão da Ajuda)
- Rua Onze (Bairro do Alto da Ajuda)
- Rua Orlando Gonçalves
- Rua Padre Manuel Alves Correia
- Rua Pedro Augusto Franco
- Rua Pinto Quartin
- Rua Prof. Cid dos Santos
- Rua Quatro (Bairro do Alto da Ajuda)
- Rua Quinze (Bairro do Alto da Ajuda)
- Rua Rainha da Ilha das Cobras
- Rua Rainha do Congo
- Rua Raúl Proença
- Rua Roy Campbell
- Rua Rui de Pina
- Rua Sá Nogueira
- Rua Sargento Alves Lopes
- Rua Sargento Jácome Moreira
- Rua Seis (Bairro do Alto da Ajuda)
- Rua Seis A (ao Bairro do Caramão da Ajuda)
- Rua Sete (Bairro do Alto da Ajuda)
- Rua Silva Porto
- Rua Soldado António da Costa
- Rua Sub-Chefe João Teodoro
- Rua Três (Bairro do Alto da Ajuda)
- Rua Treze (Bairro do Alto da Ajuda)
- Rua Trinta (Bairro do Alto da Ajuda)
- Rua Vinte (Bairro do Alto da Ajuda)
- Rua Vinte e Cinco (Bairro do Alto da Ajuda)
- Rua Vinte e Dois (Bairro do Alto da Ajuda)
- Rua Vinte e Nove (Bairro do Alto da Ajuda)
- Rua Vinte e Oito (Bairro do Alto da Ajuda)
- Rua Vinte e Quatro (Bairro do Alto da Ajuda)
- Rua Vinte e Seis (Bairro do Alto da Ajuda)
- Rua Vinte e Sete (Bairro do Alto da Ajuda)
- Rua Vinte e Três (Bairro do Alto da Ajuda)
- Rua Vinte e Um (Bairro do Alto da Ajuda)
- Rua Zacarias de Aça
- Travessa da Ajuda
- Travessa da Aliança
- Travessa da Boa-Hora à Ajuda
- Travessa da Ferrugenta
- Travessa da Giesta
- Travessa da Madressilva
- Travessa da Memória
- Travessa da Verbena
- Travessa das Dores
- Travessa das Fiandeiras
- Travessa das Florindas
- Travessa das Verduras
- Travessa de Dom Vasco
- Travessa de João Alves
- Travessa de Paulo Martins
- Travessa de Vitorino de Freitas
- Travessa Detrás dos Quartéis
- Travessa do Alecrim
- Travessa do Armador
- Travessa do Chafariz
- Travessa do Giestal
- Travessa do Guarda-Jóias
- Travessa do Machado
- Travessa do Mirador
- Travessa do Moinho Velho
- Travessa do Pardal
- Travessa do Rio Seco
- Travessa Dom João de Castro
- Travessa dos Fornos
- Travessa José Fernandes
- Travessa Nova de Dom Vasco
- Travessa Rui de Pina
- Travessa Silva Porto